# Sinagoga de Bova Marina
La sinagoga de Bova Marina es la segunda sinagoga más antigua descubierta en Italia y una de las más antiguas de Europa .
La sinagoga se encuentra en Bova Marina, Calabria . Bova Marina significa "Bova junto al mar", en italiano . Solo la Sinagoga de Ostia es más antigua. Los restos de la sinagoga de Bova Marina fueron desenterrados en 1983 durante la construcción de una carretera. El sitio presenta un piso de mosaico con la imagen central de una menorá e imágenes de un shofar y un lulav a la derecha y un etrog a la izquierda. Además, hay otros motivos decorativos como los Nudos de Salomón. También hay un nicho en la pared que se cree que alguna vez habría contenido rollos de la Torá.
La sinagoga fue construida en el siglo IV con renovaciones que datan del siglo VI. Parece haber una estructura más antigua debajo del sitio, pero tratar de alcanzarla requeriría destruir las ruinas. La sinagoga es un edificio de estilo basilical que se asemeja a las sinagogas bizantinas de Galilea. El edificio está orientado al sureste. La sinagoga parece haber dejado de funcionar alrededor del año 600 cuando toda el área parece haber sido abandonada. Además del sitio en sí, se han descubierto muchos artefactos, como mangos de ánforas con impresiones de menorá y tres mil monedas de bronce.
En enero de 2011, los periódicos de Calabria informaron de un aumento de la financiación de 600.000 euros para la restauración del parque arqueológico de Bova Marina. La restauración es parte de un plan regional para incrementar el turismo. El proyecto también requiere la apertura de un museo para exhibir artefactos judíos excavados en el sitio.
El rabino local Barbara Aiello realiza recorridos por el sitio, así como por otros sitios de herencia judía en el sur de Italia .
La antigua comunidad judía de Calabria es una de las más antiguas de Europa.